# 岩黄芪束丝壳
岩黄芪束丝壳（学名：Trichocladia hedysari）是属于白粉菌目白粉菌科束丝壳属的一种真菌，寄生在岩黄芪属植物上。该种分布于中国。